# Senuc
Senuc település Franciaországban, Ardennes megyében. Lakosainak száma 152 fő (2022. január 1.). Senuc Chevières, Cornay, Grandham, Lançon, Marcq, Montcheutin, Mouron, Vaux-lès-Mouron és Grandpré községekkel határos.

## Népesség
A település népessége az elmúlt években az alábbi módon változott:
| Lakosok száma | 219  | 168  | 150  | 153  | 149  | 156  | 167  | 159  | 156  | 152  |
|               | 1968 | 1982 | 1990 | 2006 | 2013 | 2015 | 2017 | 2019 | 2020 | 2022 |